# Шуленберг (Верхний Гарц)
Шуленберг (нем. Schulenberg im Oberharz) — община в Германии, в земле Нижняя Саксония.
Входит в состав района Гослар. Подчиняется управлению Оберхарц. Население составляет 290 человек (на 31 декабря 2010 года). Занимает площадь 1,75 км².
Община подразделяется на 4 сельских округа.
| Год  | Население |
| ---- | --------- |
| 1990 | 361       |
| 1995 | 370       |
| 2000 | 365       |
| 2005 | 329       |